# Трендафил Акациев
Трендафил Акациев е псевдоним, под който анонимно пишат български поети и журналисти в продължение на много години. Създаден е през 1953 година от група студенти в Софийския университет.
Става много популярен през 60-те години на XX век сред българските студенти заради иронията към излишния патос и фалш на част от официалната култура. Публикуван е и във вестник „Студентска трибуна“, но главно във вестник „Софийски университет“.
През годините под този псевдоним са писали 30 – 40 различни автори. Най-характерно е, че те остават в по-голямата си част анонимни, а поетът Трендафил Акациев става самостоятелна (и събирателна) личност в българската култура.

## Творчество
Пример от неговото творчество:
Котка ближе контакт
Котка ближе контакт

невероятно, но факт!

Цък-цък...

Язък!